# Parque Raymond-Sibille
El Parque Raymond-Sibille (francés: Parc Raymond-Sibille) es un arboreto y jardín botánico de Francia de 1.55 hectáreas de extensión que alberga árboles maduros notables, que se encuentra en la comuna de Antony, departamento de Hauts-de-Seine. Se encuentra abierto todos los días del año.

## Historia
La historia de este parque es tan antigua que ya figuraba en un plan de 1674. En el interior del parque, se han sucedido varias propiedades.
Recordamos, en particular la propiedad Velpeau del famoso cirujano Alfred Velpeau, inventor de la banda que aún lleva su nombre, que vivió allí una jubilación durante siete años antes de su muerte en 1867.
En 1815, la propiedad pertenece Sr. de Ballainvilliers. La Sra Velpeau, la esposa del famoso cirujano la hereda. Su hija la venderá a los Padres Redentoristas (Congregación del Santísimo Redentor) el 5 de agosto de 1889 para construir su noviciado.
A raíz de la ley de Separación de la Iglesia y el Estado en 1905, dejarán Antony al ser expulsados el 13 de junio de 1908.
Habían construido mientras tanto unos grandes edificios, que fueron tomados para la Asistencia Pública del Departamento del Sena, el jardín se convertirá en un vivero en 1911.
Después de Segunda Guerra Mundial, serán conocido como Paul Manchon, en memoria de este inspector del Servicio de Asistencia Pública, muerto en la batalla durante la Primera Guerra Mundial.
Este vivero, trasladado y reconstruido en Plessis-Robinson por el Consejo General, fue demolido en el 2000 para dar paso a la instituto de enseñanzas medias "lycée François Furet". Este colegio fue inaugurado el 7 de febrero de 2003 por Luc Ferry, Ministro de Educación, y Mona Ozouf, historiador, director de investigación en el CNRS. El parque fue abierto al público el 1 de mayo de 2003.
La entrada del parque ha conservado la piedra de molino, porche de entrada del vivero.

## Raymond Sibille
Raymond Sibille (1929-23 de marzo de 2003), caballero de la Legión de Honor, sucedió en su puesto como alcalde de Antony a Patrick Devedjian nombrado ministro, en mayo de 2002 hasta su muerte en marzo del 2003.
Elegido en Antony durante 20 años (1983-2003) fue teniente de alcalde a cargo del personal, del trabajo, del urbanismo y finalmente de finanzas. También fue presidente del club de ABC (Antony Berny Cycliste) durante tres años y luego presidente de "Antony-Sports" (Antony-Deportes) durante años.
Raymond Sibille dedicó su vida profesional a la edición y particular a la edición jurídica donde terminó su carrera en la Dirección de la casa editorial Dalloz.
De una fuerte y entrañable personalidad, Raymond Sibille estaba profundamente dedicado a los asuntos públicos de Antony. Desapareció unos días antes de la apertura de este parque, para el que se buscó un nombre apropiado. Así que su nombre fue asociado a este sitio histórico del que ya existía un plan de creación en 1674.

## Los árboles
Los árboles maduros de un porte notable que crecen en el parque (cedros, hayas púrpuras, árboles de Judea, tulipero de Virginia…) fueron plantados, por la familia de Balainvilliers a inicios del siglo XIX.

Detalles
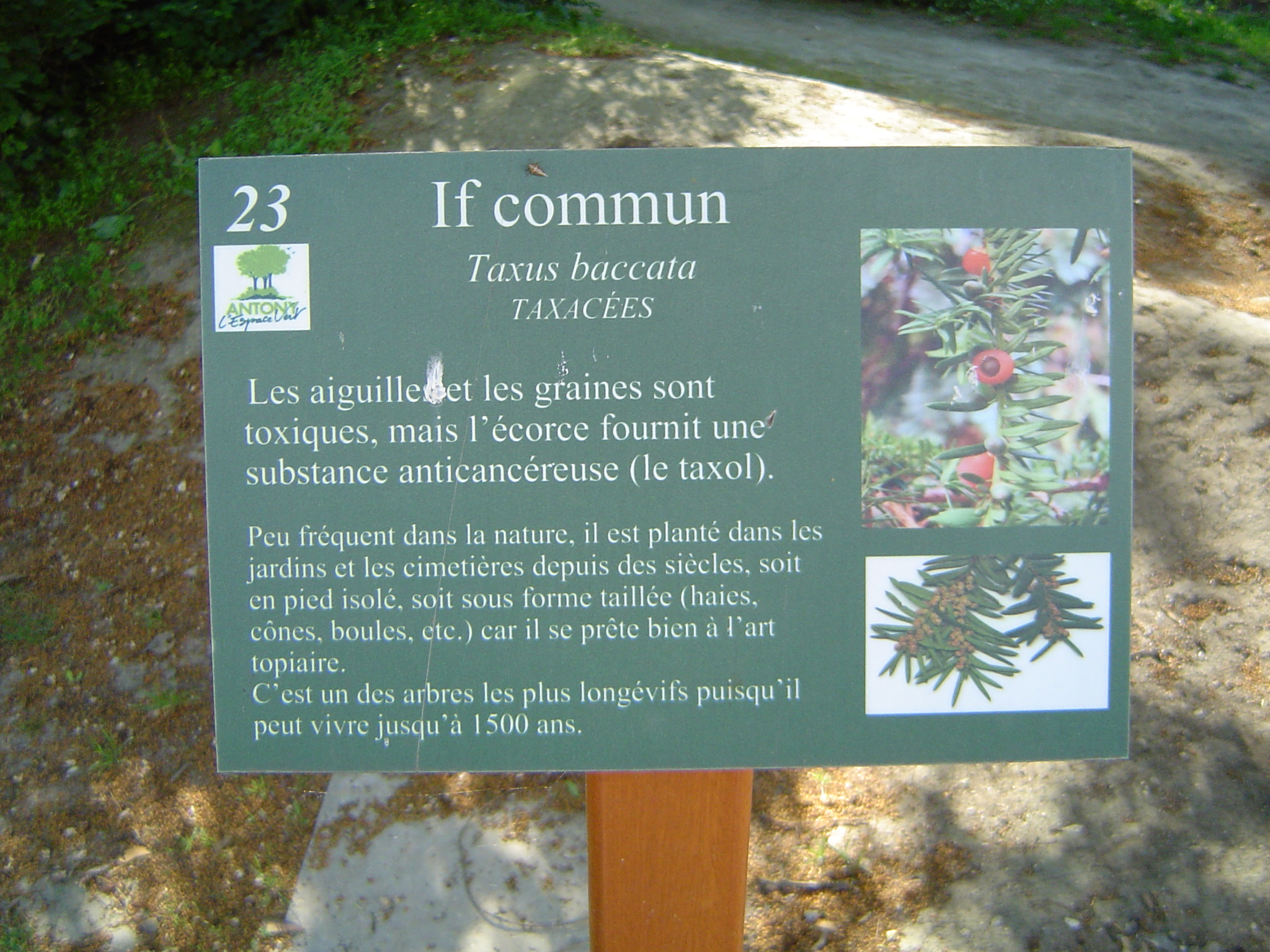
Placa descriptiva de planta.
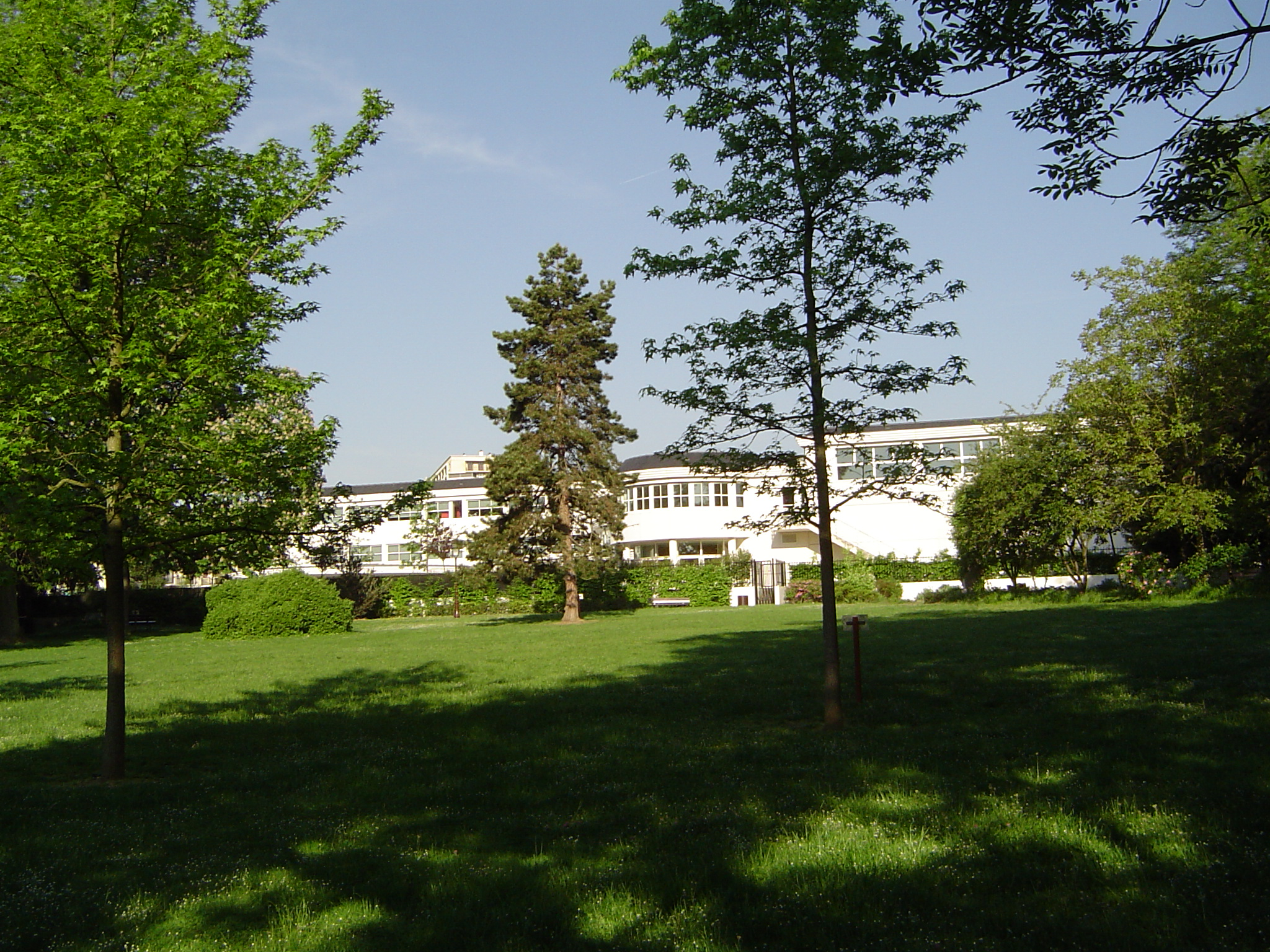
Arboreto con el ""lycée F. Furet al fondo.
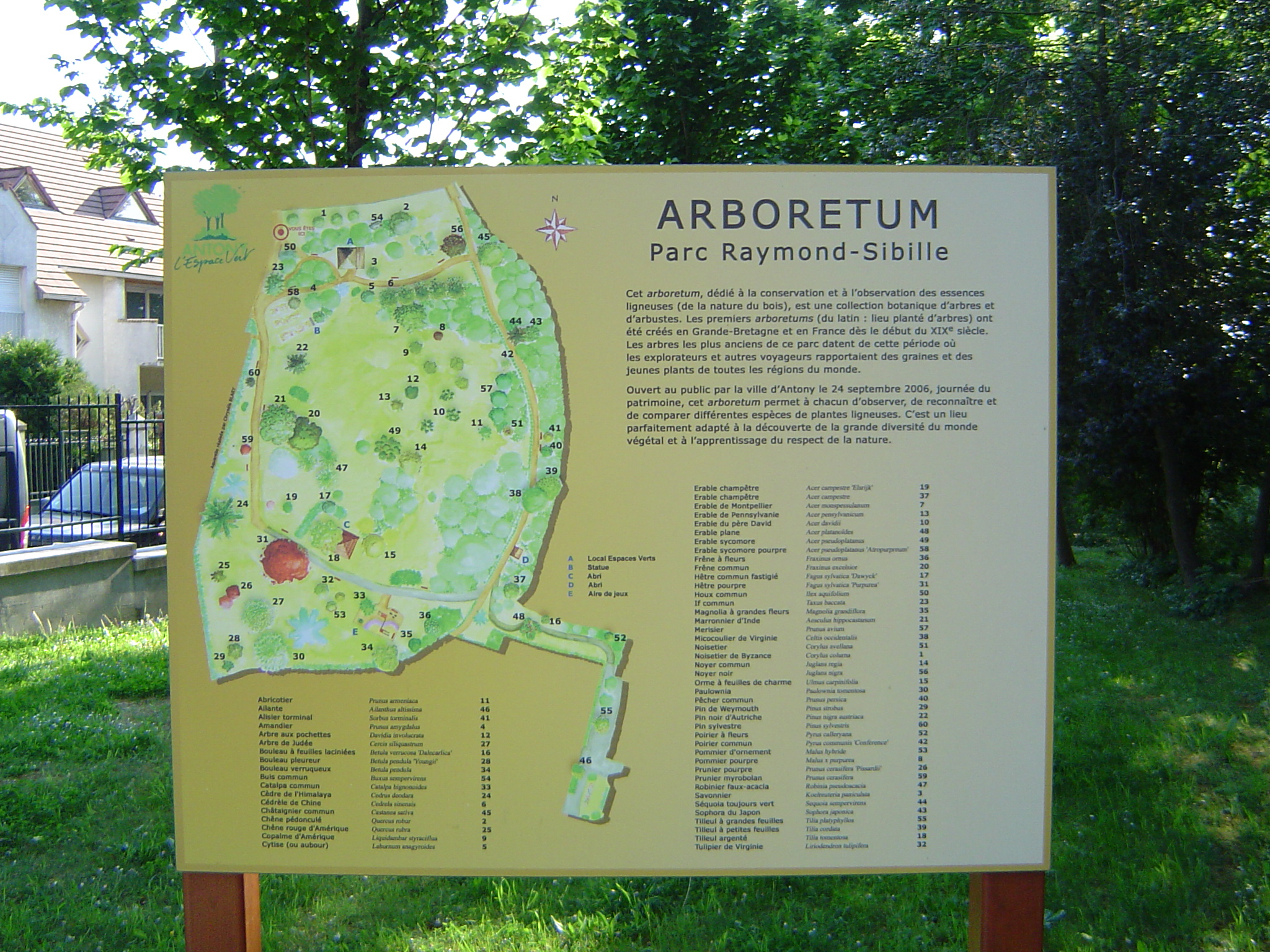
Panel informativo.
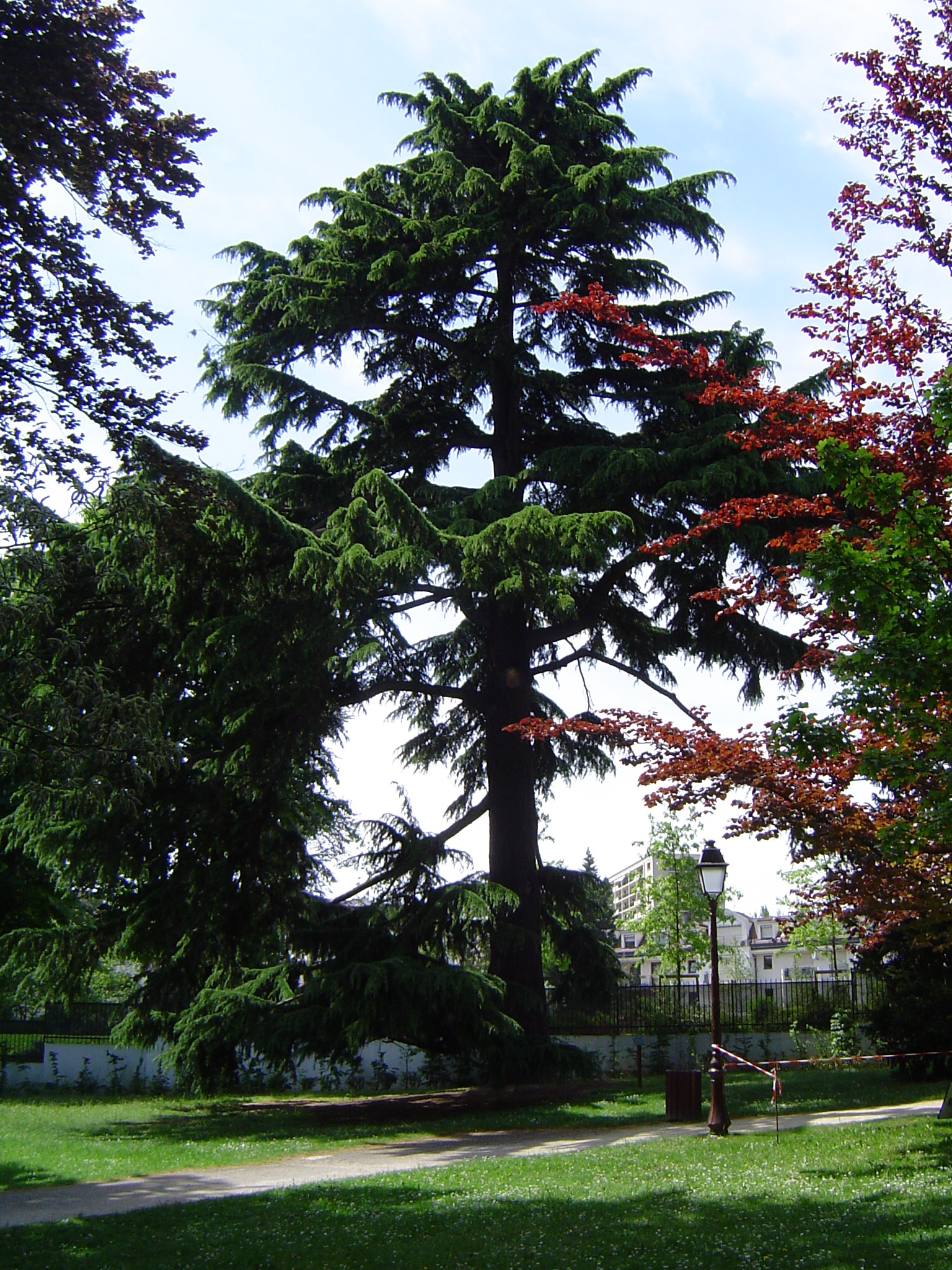
Cedro de Los Himalayas.